# Stripschapprijs
O Stripschapprijs é um prémio dos Países Baixos concedido aos criadores de banda desenhada por todo o seu trabalho. É concedido anualmente pela Stripschap, a Sociedade Holandesa de Fãs de Banda Desenhada, desde 1974. O prémio não é pecuniário, mas é considerado o prémio de banda desenhada mais importante do país.